# Camponotus tripartitus
Camponotus tripartitus är en myrart som beskrevs av Mayr 1887. Camponotus tripartitus ingår i släktet hästmyror, och familjen myror. Inga underarter finns listade.